# Joan Verdú
Joan Verdú Fernandéz, mer känd som bara Joan Verdú, är en spansk fotbollsspelare som spelar som mittfältare för Qingdao Huanghai sedan januari 2017. Joan Verdú är född i Barcelona, Spanien.